# Boyd Exell
Boyd Exell est un meneur australien spécialisé en attelage à quatre chevaux. Il est sacré champion du monde dans la discipline en 2010, 2012, 2014, 2016 et 2018.